# Ransom Water Tower
Der Ransom Water Tower ist ein ehemaliger Wasserturm mit historischer Relevanz. Das 1896, in Zylinderform errichtete Bauwerk, steht in Ransom, im LaSalle County, im US-Bundesstaat Illinois, in den Vereinigten Staaten. Er befindet sich an der East Plumb Street zwischen Cartier Street und Columbus Street.
Der Turm wurde gebaut, nachdem ein Großfeuer die Ortschaft Anfang der 1890er Jahre verwüstet hatte. Im Juli 1990 wurde der Turm außer Betrieb genommen.
Fundament und Sockel sind aus Backstein, die Wände des Turms, der nicht mehr existiert (heute ist lediglich noch der Sockel vorhanden), waren im Innenraum aus Metall, das Dach und die Außenwand waren mit Holz verarbeitet.
Der Ransom Water Tower wurde am 2. November 1990 vom National Register of Historic Places mit der Nummer 90001723 als historisches Denkmal aufgenommen.